# Sigus (distrito)
Sigus é um distrito localizado na província de Oum El Bouaghi, Argélia, e cuja capital é a cidade de mesmo nome. A população total do distrito era de 28 014 habitantes, em 2008.[carece de fontes?]

## Comunas
O distrito está dividido em duas comunas:
- Sigus
- El Amiria